# Молочарство

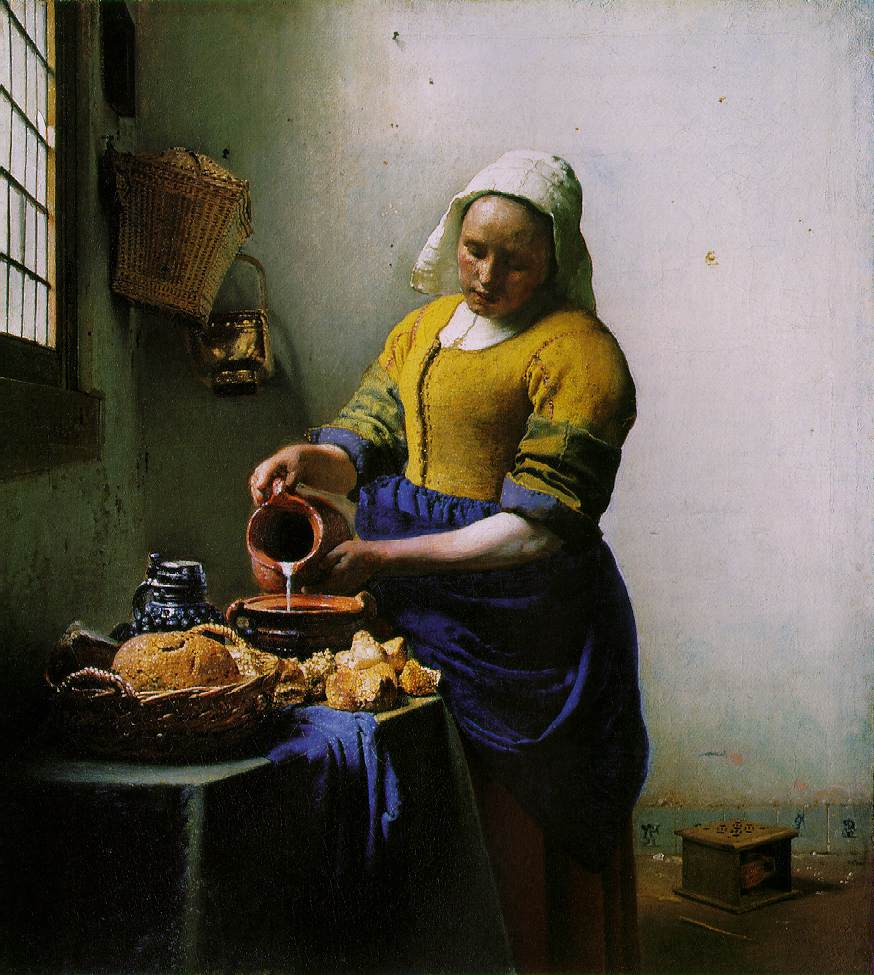
Ян Вермер — Доярка.

Молочарство — галузь харчової промисловості, що об'єднує підприємства з виробництва з молока і різних молочних продуктів. До складу промисловості входять підприємства з виробництва вершкового масла, суцільномолочної продукції, молочних консервів, сухого молока, сиру, бринзи, морозива, казеїну та іншої молочної продукції.

## Склад молока
Натуральне молоко — складний харчовий продукт, в якому міститься (в середньому): 3,7% жирів, 3,5% білків, 4,9% лактози (молочного цукру), 0,7% мінеральних сполук; 87,2% води. Від жирності молока залежить його якість. Характерний смак вершкового масла визначається молочним жиром, який за хімічним складом відрізняється від жирів інших видів. Хоча молочний жир має тваринне походження, в ньому міститься (за масою) лише 0,3% холестерину. Молочний жир легше інших складових, і при відстоюванні молока спливає, утворюючи шар вершків. У натуральному молоці жир розподілений по всьому об'єму у вигляді дрібних кульок (крапель), укладених в тонку оболонку, що перешкоджає їх злипанню. У молоці міститься три види білків: казеїн, альбумін і глобулін. Найважливішим з них є казеїн, що містить всі найважливіші амінокислоти. Він може коагулювати під дією кислот або ферментів типу ренніну (сичужного ферменту). На коагуляції казеїну ренніном засноване виробництво багатьох видів сирів. Лактоза зустрічається тільки в молоці. На смак вона не така солодка, як сахароза (тростинний чи буряковий цукор), і менш розчинна у воді, але саме вона надає молоку солодкуватий присмак. Встановлено, що участь лактози в травному процесі сприяє утриманню кальцію в організмі. Однак існує і проблема неприйняття лактози людським організмом, що типово для представників тих етнічних груп або цілих народів, в раціони яких зазвичай не входить молоко. Лактозна несумісність виявляється, як правило, через захворювання шлунково-кишкового тракту — різні гастрити і діарею. Однак люди, які страждають від несумісності їх організмів з лактозою, можуть без шкоди для свого здоров'я споживати в їжу (краще — невеликими порціями) кисломолочні продукти типу маслянки або йогурту. Мінеральні речовини, що містяться в молоці, є вельми істотними складовими харчування. Найважливіші з них кальцій і фосфор, які абсолютно необхідні для відновлення кісткових тканин. Всього 0,9 літра молока дає організму кальцію стільки ж, як 20 курячих яєць або 11,7 кг пісної яловичини або 2,2 кг пшеничного хліба. У молоці присутні і всі вітаміни, але найбільше в ньому вітаміну А і вітаміну В2 (рибофлавін, або лактофлавін).

## Молочне тваринництво
Молочні господарства виробляють незбиране молоко в основному від молочних корів, також від кіз, овець, коней та інших сільськогосподарських тварин, яких можна видоїти на місці або в доїльному залі. Молоко може бути оброблене на місці або на молочному заводі. Доїння корів проводиться двічі або тричі на день.

## Заводська обробка молока

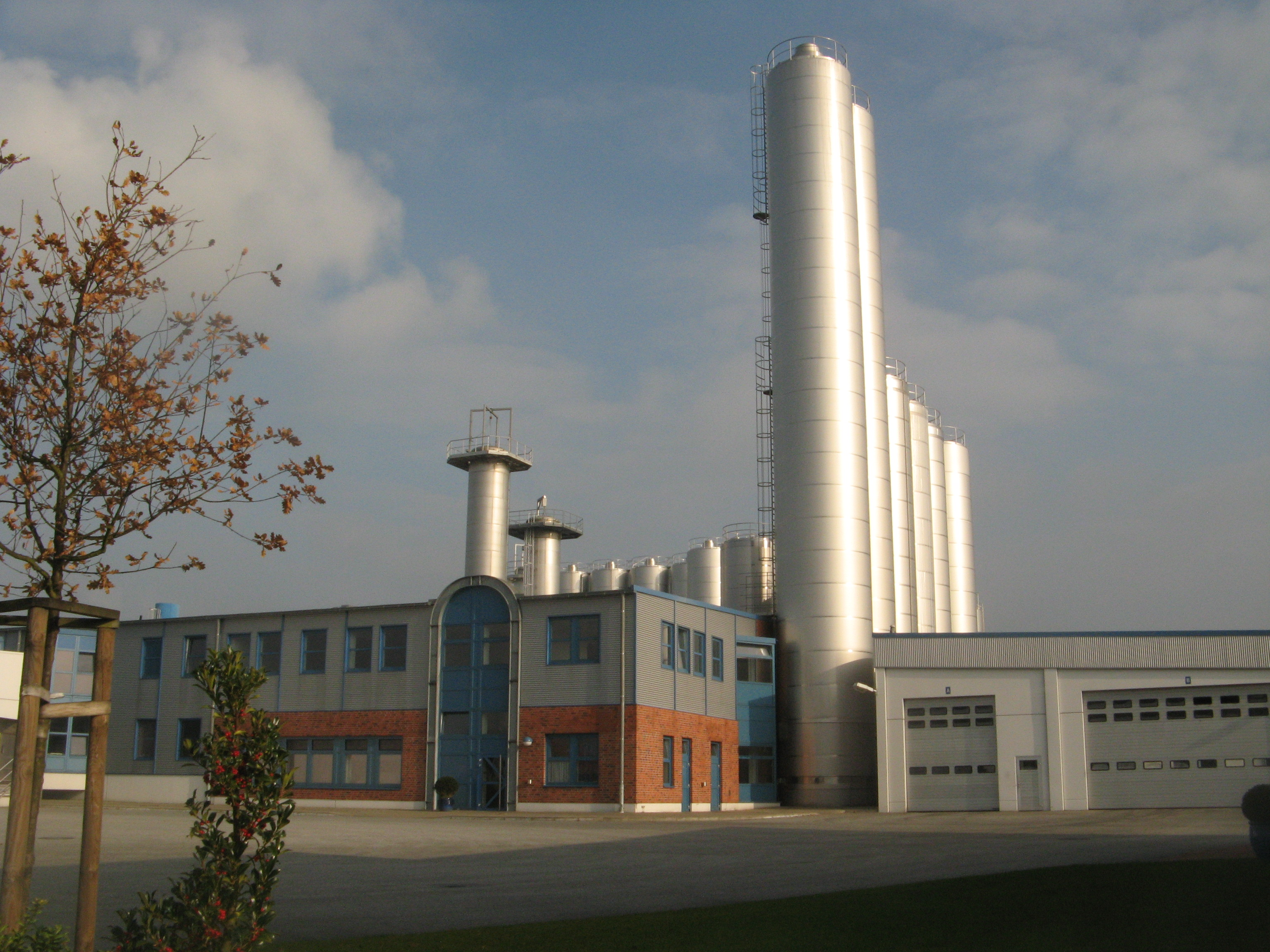
Молочний завод в Бармштедті, Гольштейн, Німеччина.

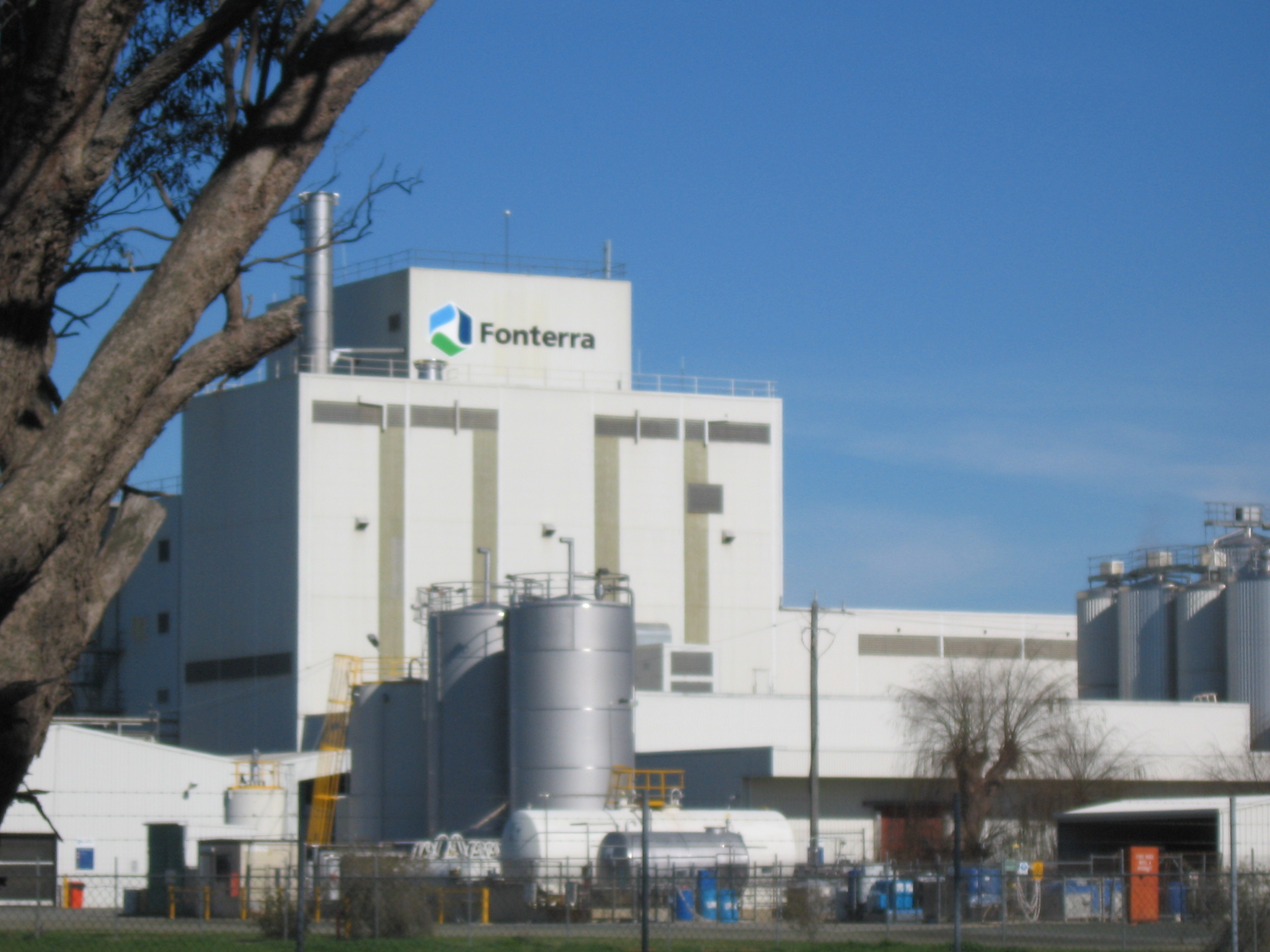
Молочний завод Fonterra factory в місті Стенхоуп, штат Вікторія, Австралія.

Найбільший прибуток фермерські молочні господарства отримують при продажі споживачам натурального молока або вершків в рідкому стані. При цьому виграють і покупці, так як вони споживають всі корисні речовини, що містяться в молоці. Майже в кожному великому місті є молочний завод, на якому здійснюються пастеризація фермерського молока, його розфасовка та постачання на продаж. Заводська обробка натурального молока складається з декількох послідовних процесів: приймання, кларифікації і нормалізації (за жирністю), гомогенізації, пастеризації, охолодження, фасування та доставки замовникам. Всі матеріали та обладнання, які використовуються в заводському молочному виробництві, повинні легко очищатися і митися, мати довгий термін служби і бути настільки хімічно пасивними, щоб не викликати ніякого погіршення молочної продукції або здоров'я її споживачів.

### Приймання
Відразу після доставки молока з фермерських господарств вимірюється його температура і береться контрольний зразок. Крім того, за допомогою крапельного пробовідбірника беруться зразки для аналізу на жирність. Ці зразки, що набираються в стерильні лабораторні посудини, разом із зразками, взятими на фермах-постачальниках даної партії молока, проходять лабораторний аналіз з визначення якості продукту. Щоб молоко було визнано високоякісним, воно повинно за жирністю відповідати встановленій нормі, не містити хвороботворних мікробів і слідів антибіотиків.

### Нормалізація
На молочних заводах прийняте молоко знежирюють шляхом відділення вершків. Нормалізатор молока за конструкцією аналогічний сепаратору, але в ньому передбачено регулювання, що забезпечує вилучення заданої частки або всього молочного жиру. Молоко, що нормалізується, надходить у внутрішній циліндр апарату знизу і піднімається вгору. Об'єм циліндра заповнений пластинами конічної форми, розташованими близько одна до одної, ці пластини при обертанні розвивають в молоці відцентрові сили, що перевершують силу тяжіння в 5.000-10.000 разів. Найбільша відцентрова сила діє на найважчу складову молочної суспензії, відганяючи її від осі обертання до циліндричної оболонки апарату. Молочний жир легше води і тому накопичується в центральній області сепаратора.

### Пастеризація
Процес пастеризації полягає в нагріванні молока до 60-70 °С і витримці з метою знищення хвороботворних бактерій, які можуть бути у ньому. Спочатку пастеризація була запропонована для знищення туберкульозної палички мікобактерії туберкульозу, яка в ту пору нерідко містилася в молоці. В даний час технологія фермерського виробництва молока практично виключає можливість існування в ньому туберкульозної палички, але молоко продовжують пастеризувати з метою нейтралізації інших видів бактерій, небезпечних для здоров'я людей. У сучасній молочнії промисловості використовуються три методи пастеризації. Об'ємна (низькотемпературна й довготривала) пастеризація проводиться в чані або цистерні з молоком, де весь його обсяг нагрівається до температури не нижче 63 °С і витримується при ній протягом 30 хв. У двох інших методах прогрівається потік молока, що пропускається через трубчастий або пластинчастий пастеризатор, в обох випадках потік молока інтенсивно перемішується, чим і забезпечується швидка теплообмін. Найбільшого поширення отримав метод високотемпературної короткочасної пастеризації з використанням пластинчастого пастеризатора. У ньому потік молока проганяється між пластинами з нержавіючої сталі, які з тильного боку нагріваються гарячою водою. Потік молока нагрівається до 72 °С і витримується при цій температурі 15 с. Регулюванням потоку молока через пастеризатор гарантується задовільна пастеризація продукту. Інший метод пастеризації молока в потоці носить назву надвисокотемпературної обробки. У цьому методі молоко швидко нагрівається до температури не менше 138 °С і витримується при ній 2 с. Після такої обробки молоко і вершки не псуються протягом 3 місяців без охолодження. На практиці виробники молочних продуктів проводять пастеризацію при більш високих температурах, щоб збільшити допустимі строки зберігання своїх виробів. Більше того, прогрівання продуктів, які містять доданий цукор (наприклад, шоколадне молоко) або збільшена кількість жиру (наприклад, вершки), до підвищених температур необхідно для того, щоб знищити в них всі бактерії. Якщо кінцевим продуктом є вершкове або молочне морозиво, які відрізняються від цільного молока високим вмістом цукру і жиру, то пастеризацію слід проводити при ще більш високій температурі і протягом більш тривалого часу, оскільки цукор і жир є середовищами, сприятливими для розмноження бактерій.

### Гомогенізація
Молочний жир розподілений в натуральному молоці у вигляді безлічі дрібних крапель розміром 8-16 мкм. Оскільки ці краплі (їх відносна щільність 0,93) легше води, при зберіганні молока вони поступово піднімаються вгору, утворюючи шар вершків. При гомогенізації розмір жирових крапель доводиться в середньому до 2 мкм, вони стають занадто малі (тобто їх усереднена відносна щільність зростає), щоб підніматися вгору, і шар вершків не формується. Для цього молоко (або його похідні) прокачують під тиском 35 МПа через спеціальний дросельний клапан. Проходячи через клапан, жирові частинки подрібнюються.

### Вітамінізація
Перед пастеризацією в молоко вводяться концентровані вітаміни. У незбиране молоко додають тільки вітамін D — в таких кількостях, щоб його концентрація дійшла до 400 міжнародних одиниць на кварту (613 міжнародних одиниць/літр). У молоко зниженої жирності, крім вітаміну D, додають вітамін А, доводячи його концентрацію до 1500 м.о./кварту (1586 м.о./літр).Після пастеризації в охоложене молоко можуть вносити вітамін С(аскорбінову кислоту), або його замінник - скорбінат натрію

### Охолодження
Відразу після пастеризації молоко охолоджується до температури не вище 10 °С — або в холодильній камері (після об'ємної пастеризації), або прямо на виході пастеризатора (після пастеризації в потоці) в трубчастому або пластинчатому охолоджувачі з холодною водою, фреоном або аміаком як холодоагенту. Охолоджене молоко закачується в складський резервуар і зберігається там до фасування.

### Фасування
Як торгова тара для молока найчастіше використовуються паперові або пластикові пакети, але його розливають і в пляшки, які перед цим занурюються в гарячий розчин каустичної соди з температурою 67 °С, а потім кілька разів послідовно промиваються чистою водою з температурою, яка поступово знижується. На розливному автоматі тара заповнюється молоком до заданого рівня, потім вона автоматично запаковується і розфасовується по ящиках. Заповнені ящики подаються конвеєром у сховищі, усередині якого підтримується температура 4 °С, звідки вони і розвозяться по магазинах, будинкам і організаціям.

### Вершки і напіввершки
Вершками вважається рідкий молочний продукт, в якому міститься 18 і більше відсотків жиру. У складі густих вершків для збивання 30% жиру, а інше — зняте молоко. Вершки помірної жирності (для кави) містять 18% жиру. Напіввершки містять від 10,5% до 12% жиру. Вершки отримують при виробництві знежиреного молока і молока зниженої жирності, а також при стандартизації сировинного молока. Вершки пастеризуються при більш високій температурі, ніж молоко. Велика частина вершків і напіввершків пастеризується надвисокотемпературним методом і упаковується або в герметичні пластикові чашечки, або в картонні пакети дещо більших розмірів. При пастеризації вершків для поліпшення збивання в них вводять деякі спеціальні добавки.

### Кисломолочні (ферментовані) продукти
Випускаються чотири основних види кисломолочних продуктів: йогурт, маслянка, сметана і кефір. Багато різновидів напоїв типу кефіру широко споживаються в південно-західній Азії, де сировиною для них служить не тільки коров'яче, але також козяче і навіть кобиляче молоко. Напій з кобилячого молока — кумис — роблять в Центральній Азії та на південному сході Росії, використовуючи для ферментації лактози той же вид закваски, що і для кефіру. Йогурт зазвичай робиться з маложирного чи цільного молока, яке ущільнюється 4%-ю добавкою знежиреного сухого молока, щоб кінцевий продукт став досить густим і більш приємним на смак. Ущільнене молоко пастеризується при досить високій температурі (82 °С) протягом, як правило, 10-20 хв, після чого воно гомогенізується і охолоджується до 43 °С. Потім у нього вводиться ферментуюча бактеріальна культура, яка перетворює лактозу в молочну кислоту, в результаті чого маса, яка перебродила, стає приємною на смак. Як мікрофлора для бродіння застосовуються або двокомпонентна суміш культур бактерій Streptococcus thermophilus і Lactobacillus bulgaricus у співвідношенні 1:1, або трьохкомпонентна суміш культур бактерій S. thermophilus, L. bulgaricus і L. acidophilus у співвідношенні 1:1:2. При правильно обраній концентрації введеної мікрофлори утворення студенистої маси закінчується за 4-6 год; потім продукт належним чином охолоджується і в ньому припиняється розвиток кислотності, так що сироватка з нього вже не виділяється. Найпопулярнішими є два види йогурту: за швейцарським рецептом (з розміщенням фруктів по всьому об'єму продукту) і зразок пломбіру з фруктами (які розкладаються по верхній або нижній поверхні продукту). При виготовленні «швейцарського» йогурту в молочну основу до її пастеризації вводиться желатин або пектин, а зброджування проходить в стандартному чані. Коли кислотність маси доходить до потрібної межі (рН = 4,6), її перемішують і охолоджують до 24 °С, щоб звести до мінімуму подальше утворення кислоти. Потім молочну масу перекачують в резервуар, де вона змішується з фруктами, яких в ній має бути 15-20%, після цього йогурт розфасовують по тих посудинах, в яких він надійде в продаж, і додатково охолоджують. На цьому етапі і відбувається остаточне затвердіння продукту під дією желатину або пектину — єдиної пари речовин, здатних при такій кислотності середовища змусити її застигнути. При виготовленні йогурту іншого типу (подібного до пломбіру) фруктову суміш (ті ж 15-20%) розкладають по торговим посудинах і заливають молоком, яке вже містить мікрофлору для бродіння. Потім заповнені посудини поміщують в термостат з температурою 43 °С і витримують у ньому до утворення щільного гелю. Тут немає необхідності в застосуванні якої-небудь речовини для затвердіння типу желатину. Після досягнення потрібної кислотності продукт зберігається в охолодженому вигляді аж до продажу. Ті посудини, в яких фрукти повинні лежати поверх йогурту, заповнюються молоком у перевернутому положенні.